# Adam Webster (cầu thủ bóng đá, sinh 1995)
Adam Harry Webster (sinh ngày 4 tháng 1 năm 1995) là một cầu thủ bóng đá chuyên nghiệp người Anh thi đấu ở vị trí trung vệ cho câu lạc bộ Brighton & Hove Albion tại Giải bóng đá Ngoại hạng Anh.

## Danh hiệu
Cá nhân
- Cầu thủ xuất sắc nhất năm Bristol City F.C.: 2018–19[5]